# Olena Chebanu
Olena Chebanu (en ukrainien : Олена Чебану ; née le 4 janvier 1981) est une athlète ukrainienne, spécialiste du sprint. Depuis 2015, elle court pour l'Azerbaïdjan.

## Carrière
Aux Championnats d'Europe 2006, Olena Chebanu prend la 7e place sur 200 m en 23 s 63, et la 4e lors du 4 × 100 m.
En 2007, elle participe à l'Universiade d'été organisée à Bangkok. Elle remporte l'argent sur 100 m en 11 s 56, derrière la Finlandaise Johanna Manninen, et le bronze sur 4 × 100 m. Ces bons résultats lui vaudront les félicitations du premier ministre Viktor Ianoukovytch.
Aux Championnats du monde 2007, elle est éliminée en quarts de finale sur 200 m, avec la 6e place de sa course en 23 s 21,.
Deux ans plus tard, elle fait partie du relais ukrainien sur 4 × 100 m aux Championnats du monde 2007, mais celui-ci est éliminé dès les séries.
Aux Championnats d'Europe 2010, elle participe aux séries du 4 × 100 m au sein de l'équipe ukrainienne qui se qualifie pour la finale. Pour la finale, elle cède sa place à Elizaveta Bryzhina, et le relais ukrainien remporte le titre. En tant que remplaçante, Chebanu reçoit également la médaille d'or.
En 2011, aux Jeux mondiaux militaires à Rio de Janeiro, Olena Chebanu est le deuxième relayeuse dans l'équipe ukrainienne sur 4 × 100 m, qui remporte la médaille de bronze en 45 s 00, derrière les relais brésilien et polonais.
Lors des Championnats du monde d'athlétisme handisport 2015 à Doha, elle remporte le bronze sur le 200 m T12 derrière la Cubaine Omara Durand et l'Ukrainienne Oxana Boturchuk et l'argent sur le 100 m derrière la Cubaine Durand.
Aux Jeux paralympiques d'été de 2016, elle rafle trois médailles : l'argent sur le 100 m T12 et le saut en longueur T12 ainsi que le bronze sur le 200 m T12.

### Palmarès
| Date | Compétition                   | Lieu           | Résultat | Épreuve          | Performance |
| ---- | ----------------------------- | -------------- | -------- | ---------------- | ----------- |
| 2003 | Championnats d'Europe espoirs | Bydgoszcz      | 1re      | 4 × 100 m        | 44 s 29     |
| 2006 | Championnats d'Europe         | Göteborg       | 7e       | 200 m            | 23 s 63     |
| 2006 | Championnats d'Europe         | Göteborg       | 4e       | 4 × 100 m        | 43 s 97     |
| 2007 | Universiade                   | Bangkok        | 2e       | 100 m            | 11 s 56     |
| 2007 | Universiade                   | Bangkok        | 3e       | 4 × 100 m        | 43 s 99     |
| 2010 | Championnats d'Europe         | Barcelone      | 1re      | 4 × 100 m        | —           |
| 2011 | Jeux mondiaux militaires      | Rio de Janeiro | 3e       | 4 × 100 m        | 45 s 00     |
| 2015 | Championnats du monde         | Doha           | 3e       | 200 m            | 24 s 54     |
| 2015 | Championnats du monde         | Doha           | 2e       | 100 m            | 11 s 94     |
| 2016 | Jeux paralympiques            | Rio de Janeiro | 2e       | 100 m            | 11 s 71     |
| 2016 | Jeux paralympiques            | Rio de Janeiro | 3e       | 200 m            | 23 s 80     |
| 2016 | Jeux paralympiques            | Rio de Janeiro | 2e       | Saut en longueur | 5,56 m      |

### Records
| Épreuve    | Performance | Lieu   | Date         |
| ---------- | ----------- | ------ | ------------ |
| 100 mètres | 11 s 42     | Kiev   | 14 juin 2006 |
| 200 mètres | 22 s 97     | Malaga | 29 juin 2006 |

| Épreuve   | Performance | Lieu         | Date            |
| --------- | ----------- | ------------ | --------------- |
| 60 mètres | 7 s 46      | Zaporizhzhya | 24 janvier 2007 |